# Saint-Marcel-de-Félines
Pour les articles homonymes, voir Saint-Marcel.
Saint-Marcel-de-Félines est une commune française située dans le département de la Loire, en région Auvergne-Rhône-Alpes. En 2022, elle compte 807 habitants.

## Géographie

### Localisation et communes limitrophes
La commune de Saint-Marcel-de-Félines se trouve dans le département de la Loire, en région Auvergne-Rhône-Alpes.
Elle se situe à 62,55 km par la route de Saint-Étienne, préfecture du département, à 28,13 km de Roanne, sous-préfecture et à 22,85 km du Coteau, bureau centralisateur du canton du Coteau dont dépend la commune depuis 2015. La commune fait en outre partie du bassin de vie de Balbigny.
Les communes limitrophes sont : Neulise au nord, Pinay à l'ouest, Saint-Georges-de-Baroille au sud-ouest, Saint-Just-la-Pendue à l'est, Néronde au sud-est et Balbigny au sud.
Les communes les plus proches sont : Neulise (3,9 km), Pinay (4,2 km), Saint-Jodard (4,8 km), Néronde (4,9 km), Saint-Just-la-Pendue (4,9 km), Saint-Georges-de-Baroille (5,1 km), Balbigny (5,6 km), Croizet-sur-Gand (6,1 km).
|                           | Neulise                 |                      |
| Pinay                     | Saint-Marcel-de-Félines | Saint-Just-la-Pendue |
| Saint-Georges-de-Baroille | Balbigny                | Néronde              |

### Géologie et relief

#### Superficie
La superficie de la commune est de 22,4 km2 ; son altitude varie de 311  à   524 mètres

### Climat
Pour des articles plus généraux, voir Climat d'Auvergne-Rhône-Alpes et Climat de la Loire.
En 2010, le climat de la commune est de type climat des marges montargnardes, selon une étude du Centre national de la recherche scientifique s'appuyant sur une série de données couvrant la période 1971-2000. En 2020, Météo-France publie une typologie des climats de la France métropolitaine dans laquelle la commune est exposée à un climat de montagne ou de marges de montagne et est dans la région climatique Nord-est du Massif Central, caractérisée par une pluviométrie annuelle de 800 à 1 200 mm, bien répartie dans l’année.
Pour la période 1971-2000, la température annuelle moyenne est de 10,1 °C, avec une amplitude thermique annuelle de 16,3 °C. Le cumul annuel moyen de précipitations est de 814 mm, avec 9,8 jours de précipitations en janvier et 7,2 jours en juillet. Pour la période 1991-2020, la température moyenne annuelle observée sur la station météorologique de Météo-France la plus proche, « Fourneaux », sur la commune de Fourneaux à 10 km à vol d'oiseau, est de 11,7 °C et le cumul annuel moyen de précipitations est de 900,1 mm,. Pour l'avenir, les paramètres climatiques de la commune estimés pour 2050 selon différents scénarios d'émission de gaz à effet de serre sont consultables sur un site dédié publié par Météo-France en novembre 2022.

## Urbanisme

### Typologie
Au 1er janvier 2024, Saint-Marcel-de-Félines est catégorisée commune rurale à habitat dispersé, selon la nouvelle grille communale de densité à sept niveaux définie par l'Insee en 2022.
Elle est située hors unité urbaine. Par ailleurs la commune fait partie de l'aire d'attraction de Roanne, dont elle est une commune de la couronne,. Cette aire, qui regroupe 88 communes, est catégorisée dans les aires de 50 000 à moins de 200 000 habitants,.

### Occupation des sols
L'occupation des sols de la commune, telle qu'elle ressort de la base de données européenne d’occupation biophysique des sols Corine Land Cover (CLC), est marquée par l'importance des territoires agricoles (83,6 % en 2018), en diminution par rapport à 1990 (84,7 %). La répartition détaillée en 2018 est la suivante :
prairies (61,2 %), zones agricoles hétérogènes (21,4 %), forêts (14,9 %), zones industrielles ou commerciales et réseaux de communication (1,1 %), terres arables (1 %), eaux continentales (0,5 %). L'évolution de l’occupation des sols de la commune et de ses infrastructures peut être observée sur les différentes représentations cartographiques du territoire : la carte de Cassini (XVIIIe siècle), la carte d'état-major (1820-1866) et les cartes ou photos aériennes de l'IGN pour la période actuelle (1950 à aujourd'hui).

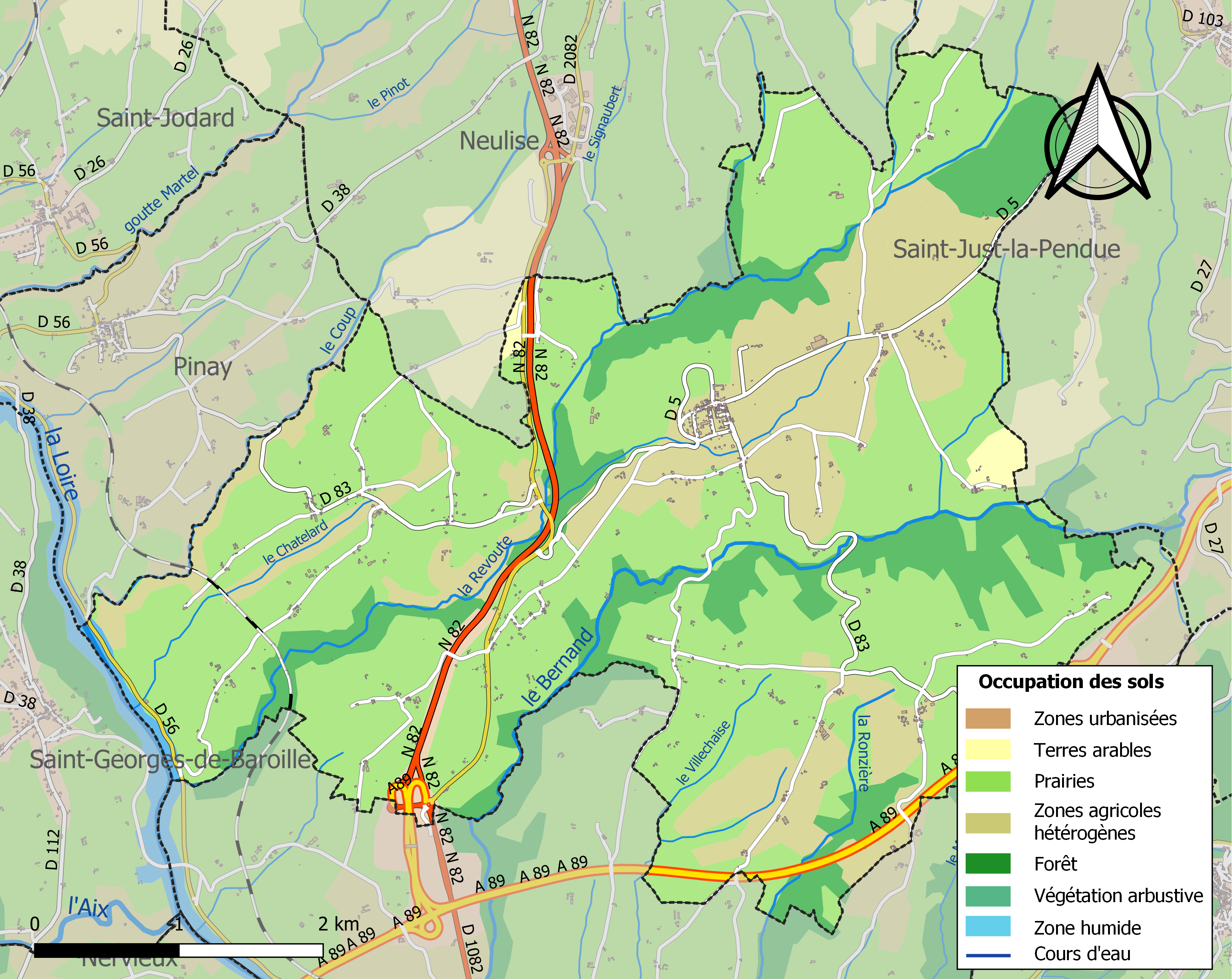
Carte des infrastructures et de l'occupation des sols de la commune en 2018 (CLC).

### Habitat et logement
En 2018, le nombre total de logements dans la commune était de 388, alors qu'il était de 388 en 2013 et de 377 en 2008.
Parmi ces logements, 79,4 % étaient des résidences principales, 9,3 % des résidences secondaires et 11,3 % des logements vacants. Ces logements étaient pour 95,1 % d'entre eux des maisons individuelles et pour 4,9 % des appartements.
Le tableau ci-dessous présente la typologie des logements à Saint-Marcel-de-Félines en 2018 en comparaison avec celle de la Loire et de la France entière. Une caractéristique marquante du parc de logements est ainsi une proportion de résidences secondaires et logements occasionnels (9,3 %) supérieure à celle du département (4,1 %) et à celle de la France entière (9,7 %). Concernant le statut d'occupation de ces logements, 75,3 % des habitants de la commune sont propriétaires de leur logement (77 % en 2013), contre 58,7 % pour la Loire et 57,5 % pour la France entière.
| Typologie                                               | Saint-Marcel-de-Félines | Loire | France entière |
| ------------------------------------------------------- | ----------------------- | ----- | -------------- |
| Résidences principales (en %)                           | 79,4                    | 85,6  | 82,1           |
| Résidences secondaires et logements occasionnels (en %) | 9,3                     | 4,1   | 9,7            |
| Logements vacants (en %)                                | 11,3                    | 10,4  | 8,2            |

## Toponymie
Le nom de Félines trouve son origine dans le terme latin « Figulina », qui signifie « atelier du potier ». Cela s'explique par le fait qu’un hameau de la commune était situé sur un sol particulièrement riche en argile utilisée par les potiers. Ainsi, de nombreux ateliers de poterie, mais aussi de fabrication de tuiles et de briques, furent établis dans ce hameau qui prit le nom de Félines.
Quant à Saint-Marcel, son étymologie suscite deux hypothèses, bien qu'aucune ne soit avérée. La première hypothèse est que le nom provient des premiers seigneurs de la maison forte présente dans le village. La seconde hypothèse est que Saint-Marcel est issu de « Marcellus » qui fait référence à un pape du 4ᵉ siècle et à un évêque de Paris au 5ᵉ siècle.

## Histoire

### Histoire du village
L'Oppidum du Crêt Chatelard témoigne de l'Implantation antique d'une communauté sur le site de Saint-Marcel-de-Félines, de nombreuses poteries et médailles romaines y ont été découvertes. Le village est ensuite mentionné dès le Xᵉ siècle.
Sa maison forte sera attaquée au XIVᵉ siècle par les Grandes Compagnies, ces regroupements de mercenaires qui vivaient de pillages, après la guerre de 100 ans.
La Seigneurie de Saint-Marcel fut possédée, à l'origine, par une famille qui avait pris le nom de son fief, dès 1095, puis passera notamment aux Tholigny et aux Talaru en 1578. Ces derniers, seigneurs de Chalmazel, firent exécuter de grands travaux intérieurs et extérieurs entre 1580 et 1690, pour aboutir au château actuel. Depuis, le château n'a pas subi de modifications notoires.
En 1988, Mary-Ange Hurstel reprend le château avec son mari, à la mort de Mme la Comtesse Henriette Laurent des Garets (maire de Saint-Marcel de 1947 à 1977), La création d'un théâtre de verdure, l'embellissement du parc et les travaux très importants engagés dans les communs (ancienne ferme) par les nouveaux propriétaires ajoutent à la richesse et à la renommée patrimoniale de ce lieu ouvert à la visite.
Saint-Marcel est une commune riche en activités artisanales et commerciales, particulièrement dans les domaines du tissage (Entreprise Linder).
Sa vie associative y est intense et fait également la renommée du village, certains événements sont reconnus au niveau départemental.

## Politique et administration

### Découpage territorial
La commune de Saint-Marcel-de-Félines est membre de la communauté de communes de Forez-Est, un établissement public de coopération intercommunale (EPCI) à fiscalité propre créé le 1er janvier 2017dont le siège est à Feurs. Ce dernier est par ailleurs membre d'autres groupements intercommunaux.
Sur le plan administratif, elle est rattachée à l'arrondissement de Roanne, au département de la Loire, en tant que circonscription administrative de l'État, et à la région Auvergne-Rhône-Alpes.
Sur le plan électoral, elle dépend du canton du Coteau pour l'élection des conseillers départementaux, depuis le redécoupage cantonal de 2014 entré en vigueur en 2015, et de la sixième circonscription de la Loire  pour les élections législatives, depuis le redécoupage électoral de 1986.

### Élections municipales et communautaires

#### Élections de  2020
Le conseil municipal de Saint-Marcel-de-Félines, commune de moins de 1 000 habitants, est élu au scrutin majoritaire plurinominal à deux tours avec  candidatures isolées ou groupées et possibilité de panachage. Compte tenu de la population communale, le nombre de sièges à pourvoir lors des élections municipales de 2020 est de 15. La totalité des quinze candidats en lice est élue dès le premier tour, le 15 mars 2020, avec un taux de participation de 36,72 %.
Frédéric Lafougere est élu nouveau maire de la commune le 25 mai 2020.
Dans les communes de moins de 1 000 habitants, les conseillers communautaires sont désignés parmi les conseillers municipaux élus en suivant l’ordre du tableau (maire, adjoints puis conseillers municipaux) et dans la limite du nombre de sièges attribués à la commune au sein du conseil communautaire. Un siège est attribué à la commune au sein de la communauté de communes de Forez-Est.

#### Liste des maires
| Période       | Période       | Identité             | Étiquette    | Qualité                     |
| ------------- | ------------- | -------------------- | ------------ | --------------------------- |
| 1952          | mars 1977     | Henriette des Garets |              | Comtesse Laurent des Garets |
| mars 1977     | mars 2001     | Pascal Clément       | UDF puis UMP | Député, Ministre            |
| mars 2001     | novembre 2007 | Louis Jacquet        | UMP          |                             |
| novembre 2007 | mars 2008     | Henri Bernard        | UMP          |                             |
| mars 2008     | octobre 2017  | Jean-Claude Tissot   | DVG puis PS  | Sénateur                    |
| octobre 2017  | mars 2026     | Frédéric Lafougère   |              |                             |

#### Conseil municipal des enfants
Le conseil municipal des enfants est une instance consultative de la jeunesse créée en 2015 par la municipalité dont les principaux objectifs sont :
- d'associer et de consulter les jeunes sur les projets et décisions de la commune dans les domaines qui les concernent ;
- de contribuer à préparer les jeunes à leur vie de citoyen.

Les 6 jeunes conseillers sont élus par les enfants scolarisés dans les classes de CM1 et CM2, domiciliés dans la commune. La durée de leur mandat est de deux ans.

## Population et société

### Démographie
L'évolution du nombre d'habitants est connue à travers les recensements de la population effectués dans la commune depuis 1793. Pour les communes de moins de 10 000 habitants, une enquête de recensement portant sur toute la population est réalisée tous les cinq ans, les populations de référence des années intermédiaires étant quant à elles estimées par interpolation ou extrapolation. Pour la commune, le premier recensement exhaustif entrant dans le cadre du nouveau dispositif a été réalisé en 2008.

En 2022, la commune comptait 807 habitants, en évolution de −1,34 % par rapport à 2016 (Loire : +1,32 %, France hors Mayotte : +2,11 %).
| 1793  | 1800  | 1806  | 1821  | 1831  | 1836  | 1841  | 1846  | 1851  |
| ----- | ----- | ----- | ----- | ----- | ----- | ----- | ----- | ----- |
| 1 080 | 1 086 | 1 098 | 1 158 | 1 317 | 1 455 | 1 385 | 1 391 | 1 484 |

| 1856  | 1861  | 1866  | 1872  | 1876  | 1881  | 1886  | 1891  | 1896  |
| ----- | ----- | ----- | ----- | ----- | ----- | ----- | ----- | ----- |
| 1 546 | 1 577 | 1 648 | 1 687 | 1 630 | 1 550 | 1 483 | 1 539 | 1 385 |

| 1901  | 1906  | 1911  | 1921 | 1926 | 1931 | 1936 | 1946 | 1954 |
| ----- | ----- | ----- | ---- | ---- | ---- | ---- | ---- | ---- |
| 1 322 | 1 264 | 1 172 | 940  | 929  | 902  | 855  | 771  | 752  |

| 1962 | 1968 | 1975 | 1982 | 1990 | 1999 | 2006 | 2008 | 2013 |
| ---- | ---- | ---- | ---- | ---- | ---- | ---- | ---- | ---- |
| 657  | 667  | 603  | 608  | 700  | 691  | 747  | 762  | 818  |

| 2018 | 2022 | - | - | - | - | - | - | - |
| ---- | ---- | - | - | - | - | - | - | - |
| 801  | 807  | - | - | - | - | - | - | - |

| Hommes | Classe d’âge | Femmes |
| ------ | ------------ | ------ |
| 1      | 90 ou +      | 3,8    |
| 6,0    | 75-89 ans    | 6,7    |
| 18,6   | 60-74 ans    | 17,8   |
| 25,1   | 45-59 ans    | 23,5   |
| 19,1   | 30-44 ans    | 16,8   |
| 13,9   | 15-29 ans    | 14,2   |
| 16,3   | 0-14 ans     | 17,3   |

| Hommes | Classe d’âge | Femmes |
| ------ | ------------ | ------ |
| 0,8    | 90 ou +      | 2,3    |
| 8      | 75-89 ans    | 11     |
| 17,1   | 60-74 ans    | 18,2   |
| 19,5   | 45-59 ans    | 18,7   |
| 17,5   | 30-44 ans    | 17     |
| 17,9   | 15-29 ans    | 16     |
| 19     | 0-14 ans     | 16,8   |

### Manifestations culturelles et festivités
- Fête du village : elle a lieu le deuxième week-end de septembre. Le samedi, elle réunit l'ensemble de la commune autour d'une soirée musicale avec un feu d'artifice rythmé par une fanfare . Le dimanche matin est consacré aux enfants avec un défilé à thème suivi d'un repas campagnard servi sous chapiteau. Puis, l'après-midi, les villageois se retrouvent sur les bancs face à un spectacle qui varie selon les années.
- Fête des plantes du château de Saint-Marcel-de-Félines (Vieilles Pierres, Jeunes Plantes ) : elle poursuit un objectif simple : faire découvrir et transmettre le patrimoine local. Un patrimoine bâti et végétal, des savoir-faire locaux et un art de vivre à la campagne. Le jardin en est le principal médiateur. Le croisement des regards entre jardiniers , paysans , designers et artistes permet de revisiter et de faire revivre les pratiques traditionnelles. La protection de la nature et la gestion écologique des espaces sont au cœur du projet.

### Sports et loisirs
Marche du 1er mai : cette manifestation a été créée par des jeunes marcheurs du village en 1973 et est placée sous l'égide de l'association des Pas Pressés. Le nom de « Pas Pressés » vient du fait que ces jeunes, comme tous les gens du village, étaient toujours en retard, chacun de se dire « tiens v'là les pas pressés » Depuis sa création, cette association est présidée par Bernard Bissuel. Ils partirent à une vingtaine et chemin faisant, ils sont maintenant plus de 200 licenciés. La 50e édition s'est tenue en 2022 et devrait être la dernière. La fréquentation maximale a eu lieu en 1997 avec 5869 participants.

## Économie

### Revenus de la population et fiscalité
En 2018, la commune compte 324 ménages fiscaux, regroupant 759 personnes. La médiane du revenu disponible par unité de consommation est de 19 940 € (20 770 € dans le département).

### Emploi
|                | 2008  | 2013  | 2018  |
| -------------- | ----- | ----- | ----- |
| Commune        | 2,6 % | 5,8 % | 6,1 % |
| Département    | 7,5 % | 9,5 % | 9,5 % |
| France entière | 8,3 % | 10 %  | 10 %  |

En 2018, la population âgée de 15 à 64 ans s'élève à 506 personnes, parmi lesquelles on compte 78,1 % d'actifs (71,9 % ayant un emploi et 6,1 % de chômeurs) et 21,9 % d'inactifs,. Depuis 2008, le taux de chômage communal (au sens du recensement) des 15-64 ans est inférieur à celui de la France et du département.
La commune fait partie de la couronne de l'aire d'attraction de Roanne, du fait qu'au moins 15 % des actifs travaillent dans le pôle,. Elle compte 193 emplois en 2018, contre 134 en 2013 et 146 en 2008. Le nombre d'actifs ayant un emploi résidant dans la commune est de 376, soit un indicateur de concentration d'emploi de 51,4 % et un taux d'activité parmi les 15 ans ou plus de 61,6 %.
Sur ces 376 actifs de 15 ans ou plus ayant un emploi, 83 travaillent dans la commune, soit 22 % des habitants. Pour se rendre au travail, 85,9 % des habitants utilisent un véhicule personnel ou de fonction à quatre roues, 1,9 % les transports en commun, 5,1 % s'y rendent en deux-roues, à vélo ou à pied et 7,2 % n'ont pas besoin de transport (travail au domicile).

### Entreprises et commerces

#### Activités hors agriculture
42 établissements sont implantés à Saint-Marcel-de-Félines au 31 décembre 2020. Le tableau ci-dessous en détaille le nombre par secteur d'activité et compare les ratios avec ceux du département,.
| Secteur d'activité                                                                                        | Commune | Commune | Département |
| Secteur d'activité                                                                                        | Nombre  | %       | %           |
| --- | ------- | ------- | ----------- |
| Ensemble                                                                                                  | 42      | 100 %   | 100 %       |
| Industrie manufacturière, industries extractives et autres                                                | 4       | 9,5 %   | (8,2 %)     |
| Construction                                                                                              | 9       | 21,4 %  | (14,2 %)    |
| Commerce de gros et de détail, transports, hébergement et restauration                                    | 8       | 19,0 %  | (28,0 %)    |
| Information et communication                                                                              | 1       | 2,4 %   | (2,3 %)     |
| Activités financières et d'assurance                                                                      | 2       | 4,8 %   | (4,3 %)     |
| Activités immobilières                                                                                    | 3       | 7,1 %   | (5,4 %)     |
| Activités spécialisées, scientifiques et techniques et activités de services administratifs et de soutien | 5       | 11,9 %  | (14,8 %)    |
| Administration publique, enseignement, santé humaine et action sociale                                    | 4       | 9,5 %   | (14,2 %)    |
| Autres activités de services                                                                              | 6       | 14,3 %  | (8,5 %)     |
| |         |         |             |

Le secteur construction est prépondérant sur la commune puisqu'il représente 21,4 % du nombre total d'établissements de la commune (9 sur les 42entreprises implantées à Saint-Marcel-de-Félines), contre 14,2 % au niveau départemental.

## Culture locale et patrimoine

### Lieux et monuments

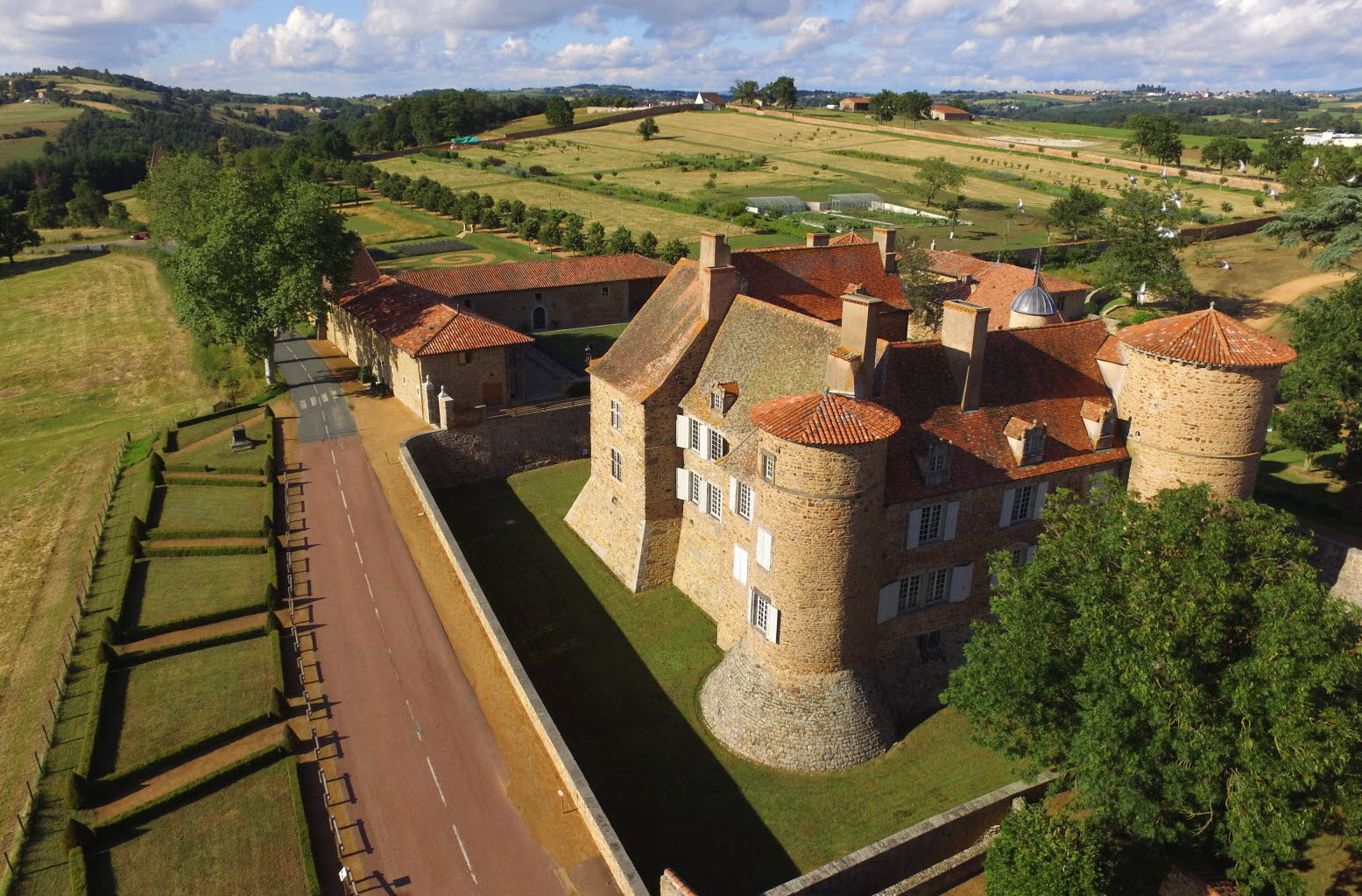
Château de Saint-Marcel-de-Félines

- Le château de Saint-Marcel-de-Félines : À la fin du XIᵉ siècle, Saint-Marcel était une simple maison forte. Remanié au XIIIᵉ puis au XIVᵉ siècle, elle devient château-fort. Ce château fut restauré et embelli à la fin du XVIᵉ siècle par Jean Talaru, dans le style Renaissance italienne qui lui donne son allure actuelle. Classé Monument Historique, cet édifice carré est flanqué de tours rondes à trois de ses angles et d'un donjon tronqué au quatrième. Il est entour de profonds fossés secs qui étaient franchis par un pont-levis se rabattant sur la porte d'entrée enclouée, daté de 1587.

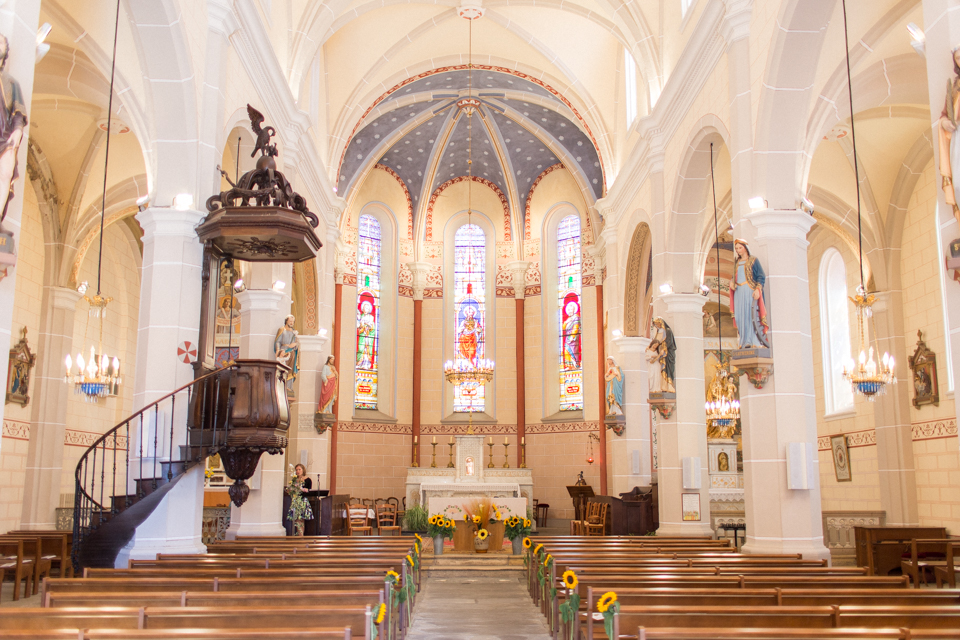
Église Saint-Marcel-de-Félines

- Église Saint-Marcel-de-FélinesL'église Saint-Marcel de Saint-Marcel-de-Félines : L'édifice actuel date du XIXᵉ siècle. Il a été entièrement reconstruit en 1847, à l'emplacement d'un édifice mentionné dès 997, qui faisait fonction de chapelle seigneuriale. L'église est flanquée d'un lourd clocher, à hauteur de la nef latérale gauche, clocher autrefois situé dans l'enceinte du château de Saint-Marcel. À découvrir à l'intérieur, l'une des rares peintures de Denis Foyatier, sculpteur du début du XIXᵉ siècle, natif de Bussières, devenu célèbre par son immense Spartacus de marbre (1830), exposé au Louvre. La peinture qui orne le fond de l'église a été réalisée 10 ans après, en 1840 ; elle représente Sainte Cécile. Mais aussi une horloge avec mécanisme apparent et des fonts baptismaux classés. On y trouve également une statue de Saint-Marcel dans une des nefs. L’église a été entièrement restaurée en 2001.
- Plan incliné funiculaire de Biesse : ensemble de 1 970 mètres de longueur qui faisait partie prenante de la liaison ferrée d'Andrézieux au Coteau, troisième ligne ferroviaire de France. L'appareil a ouvert le 15 mars 1833. Il était mu en va-et-vient par une machinerie à vapeur de 70 chevaux. Ses vestiges constituent les restes de funiculaire ouvert au transport public de voyageurs (et marchandises) les plus anciens connus au monde. Aujourd'hui existe encore sa gare amont hébergeant la machinerie, ravagée il y a peu[Quand ?] par un incendie. Ce bâtiment est le plus ancien bâtiment ferroviaire français, son classement à l'inventaire des monuments historiques a été demandé et est en cours d'instruction[Quand ?]. Son tracé est quant à lui partiellement repris par la route nationale 82 à la sortie de la commune de Balbigny[35],[36].

### Personnalités liées à la commune
- Denis Foyatier (1793-1863), sculpteur , ayant passé une partie de son enfance à Saint-Marcel-de-Félines. L'église conserve l'un des rares tableaux de cet artiste, représentant Sainte Cécile et ses amies. Le Louvre , le jardin des Tuileries , le jardin du Luxembourg , le château de Versailles , le musée des Beaux-arts de Lyon et plusieurs églises parisiennes conservent certaines de ses œuvres.
- Pascal Clément (1945-2020), maire de Saint-Marcel-de-Félines de 1977 à 2001, président du conseil général de la Loire de 1994 à 2008, député de la 6e circonscription de la Loire de 1978 à 1993 puis de 1995 à 2012 et ministre de la Justice et garde des Sceaux de 2005 à 2007.
- Jean-Claude Tissot (né en 1963), maire de Saint-Marcel-de-Félines de 2008 à 2017 et sénateur de la Loire depuis 2017.

### Héraldique
| Blason de Saint-Marcel-de-Félines | Blason  | Écartelé: au 1er de sinople à l'amphore d'argent, au 2e taillé au I d'azur au mur crénelé d'argent et maçonné de sable et au II de gueules au buste de gaulois d'or mouvant du flanc et de la pointe, au 3e taillé au I de gueules au buste de romain d'or mouvant du taillé et au II d'azur au mur crénelé d'argent maçonné de sable, au 4e de sinople à la cruche d'argent. |
| Blason de Saint-Marcel-de-Félines | Détails | Le statut officiel du blason reste à déterminer. |